# بابلو روزنبرغ
بابلو روزنبرغ (بالإسبانية: Pablo Rosenberg)‏ هو مغني أرجنتيني، ولد في 6 أبريل 1965 في روساريو في الأرجنتين.

## وصلات خارجية
- بابلو روزنبرغ على موقع IMDb (الإنجليزية)
- بابلو روزنبرغ على موقع ميوزك برينز (الإنجليزية)
- بابلو روزنبرغ على موقع ميوزك برينز (الإنجليزية)
- بابلو روزنبرغ على موقع ديسكوغز (الإنجليزية)